# Titularbistum Scala
Scala ist ein Titularbistum der römisch-katholischen Kirche.
Es ist benannt nach dem von 987 bis 1603 existierenden Bistum Scala nahe der Kleinstadt Amalfi in der Provinz Salerno und in der Region Kampanien.
| Titularbischöfe von Scala |                                                    |                                        |                   |                   |
| Nr.                       | Name                                               | Amt                                    | von               | bis               |
| 1                         | Joseph Alphonse McNicholas                         | Weihbischof in Saint Louis (USA)       | 31. Januar 1969   | 22. Juli 1975     |
| 2                         | João Alves                                         | Koadjutorbischof in Coimbra (Portugal) | 5. September 1975 | 8. September 1976 |
| 3                         | Marion Francis Forst                               | Weihbischof in Kansas City (USA)       | 16. Oktober 1976  | 23. Dezember 1986 |
| 4                         | George Pell                                        | Weihbischof in Melbourne (Australien)  | 30. März 1987     | 16. Juli 1996     |
| 5                         | Edward Joseph Adams Titularerzbischof pro hac vice | Apostolischer Nuntius                  | 24. August 1996   |                   |